# Aquanauta

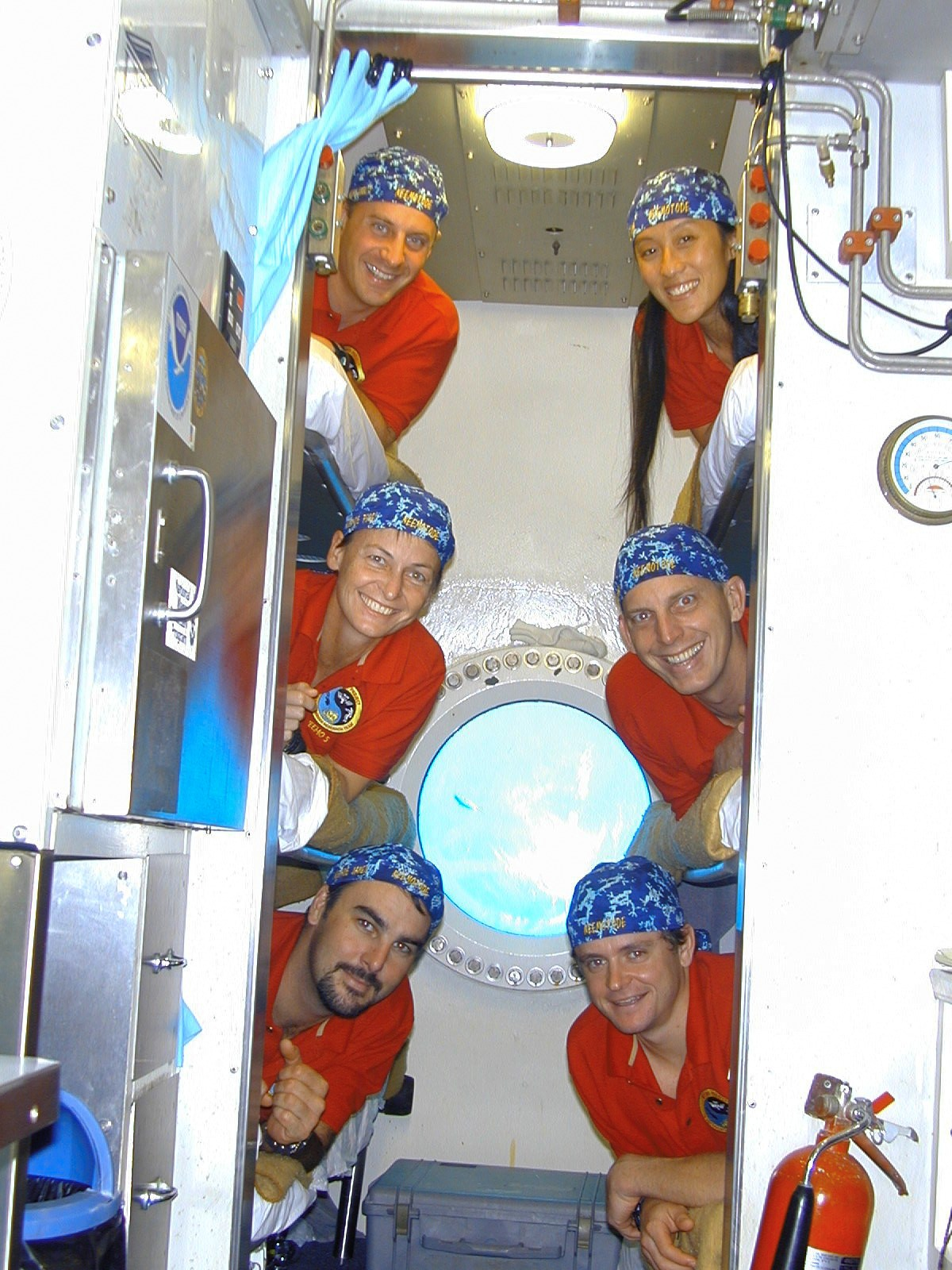
Aquanautas da NASA no laboratório submarino Aquarius, em 2003.

Aquanauta é a designação dada a qualquer pessoa que fique sob a água, exposta a um ambiente de pressão, por tempo suficiente para equilibrar a sua média respiratória com a superfície.
Normalmente isto é feito em habitats submersos no fundo do mar por um periodo igual ou maior que 24 horas, sem retornar à superfície. O termo é geralmente restrito a cientistas e acadêmicos, apesar de já terem existido aquanautas militares durante o programa Sealab, um habitat construído e conduzido pela Marinha dos Estados Unidos. Mergulhos comerciais em circunstâncias similares são chamados de mergulhos de saturação.
Um aquanauta é diferente de um submarinista, já que estes ficam confinados num veículo que se move sob as águas, mantendo a pressão do lado de fora. A palavra deriva da combinação da palavra em  latim acqua (água)  do grego nautes (marinheiro), sendo similar em analogia com a construção da palavra astronauta.
O primeiro aquanauta da história foi Robert Stenuit, que passou 24 horas a 70m de profundidade dentro de um pequeno cilindro pouco maior que seu tamanho, ao largo da Riviera Francesa, em setembro de 1962.
Astronautas como Alan Shepard, Scott Carpenter, Peggy Whitson, Clayton Anderson e Garrett Reisman viveram a experiência de ser aquanautas antes de irem ao espaço.